# Chiesa di San Fermo (Pontevico)
La chiesa di San Fermo si trova a Pontevico, in provincia e diocesi di Brescia; fa parte della zona pastorale della Bassa Centrale Ovest.

## Storia
Prima della costruzione della nuova struttura, la chiesetta di San Fermo era una edicola dedicata alla Beata Vergine dello Strone, come ricordato dagli atti di Domenico Bollani (1565). La chiesetta è appunto collocata in prossimità dello Strone, un affluente del fiume Oglio.
La costruzione dell'edificio di culto è merito dell'abate Filippo Garbelli, che acquistò del terreno per allargare la chiesa, come riportato:
(Filippo Garbelli, contratto del 7 dicembre 1699)
Negli anni successivi, seguì la costruzione della chiesa (inizialmente denominata Maria dello Strone) e del campanile. Entrambi, subirono importanti interventi di restauro nel corso della seconda metà del Novecento.

## Descrizione

### Esterno
La facciata vanta di un pronao a registro unico, con colonne e parastre doriche che sorreggono una copertura a padiglione, coronato da un frontone triangolare. Il portale di accesso possiede una finestra soprastante.

### Campanile
Il campanile è a pianta quadrata, posto a est dell'edificio e munito di una cupola coperta in rame e munita di tamburo alla propria sommità, sotto alla quale si trova la cella campanaria, dotata di due campane.

### Interno
L'interno è a navata unica e strutturato su pianta rettangolare. Il presbiterio si trova al culmine della navata e vanta l'altare maggiore nella sua forma settecentesca, il cui paliotto presenta un intarsio marmoreo raffigurante la Madonna. Il punto d'innesto delle volte di copertura, a crociera nella navata e a semi padiglione nel presbiterio, è rappresentato da un cornicione. Oltre a quella soprastante al portale d'accesso, sono presenti molte finestre a tutto sesto, che danno all'aula e al presbiterio un'illuminazione naturale. Gli spazi sono ornati con rilievi e pitture murali, sono inoltre presenti una statua della Madonna e due pale, dedicate rispettivamente a San Fermo e a Santa Lucia e San Giovanni Nepomuceno: quest'ultimo, è considerato protettore dalle inondazioni, oltre ad essere protettore dei pescatori.